# BWF International Series 2019
Die BWF International Series 2019 war die 13. Auflage der BWF International Series im Badminton.

## Turniere und Sieger
| Veranstaltung  | Herreneinzel          | Dameneinzel              | Herrendoppel                                      | Damendoppel                                                 | Mixed                                                |
| -------------- | --------------------- | ------------------------ | ------------------------------------------------- | ----------------------------------------------------------- | ---------------------------------------------------- |
| Estland        | Arnaud Merklé         | Asuka Takahashi          | Peter Briggs Gregory Mairs                        | Julie Finne-Ipsen Mai Surrow                                | Danny Bawa Chrisnanta Tan Wei Han                    |
| Schweden       | Minoru Koga           | Mako Urushizaki          | Mathias Bay-Smidt Lasse Mølhede                   | Amalie Magelund Freja Ravn                                  | Danny Bawa Chrisnanta Tan Wei Han                    |
| Laos           | Kodai Naraoka         | Natsuki Oie              | Chooi Kah Ming Low Juan Shen                      | Jin Yujia Lim Ming Hui                                      | Weeraphat Phakjarung Chasinee Korepap                |
| Uganda         | Rahul Bharadwaj       | Thet Htar Thuzar         | Godwin Olofua Anuoluwapo Juwon Opeyori            | Doha Hany Hadia Hosny                                       | Howard Shu Paula Obanana                             |
| Jamaika        | Kodai Naraoka         | Jordan Hart              | Jonathan Solís Rodolfo Ramírez                    | Breanna Chi Jennie Gai                                      | Artur Silva Pomoceno Lohaynny Vicente                |
| Portugal       | Felix Burestedt       | Porntip Buranaprasertsuk | Chang Ko-chi Lee Fang-jen                         | Julie Finne-Ipsen Clara Nistad                              | Chang Ko-chi Lee Chih-chen                           |
| Waikato        | Nguyễn Tiến Minh      | Wang Siqi                | Xuheng Zhuanyi Zhang Binrong                      | Hou Fangfang Li Jiajia                                      | Hiroki Midorikawa Natsu Saito                        |
| Niederlande    | Harsheel Dani         | Line Christophersen      | Daniel Lundgaard Mathias Thyrri                   | Amalie Magelund Freja Ravn                                  | Mathias Thyrri Elisa Melgaard                        |
| Slovenia       | Sourabh Varma         | Clara Azurmendi          | Shohei Hoshino Yujiro Nishikawa                   | Jenny Moore Victoria Williams                               | Gregory Mairs Victoria Williams                      |
| Mauritius      | Goh Giap Chin         | Thet Htar Thuzar         | Boon Xin Yuan Yap Qar Siong                       | Kasturi Radhakrishnan Venosha Radhakrishnan                 | Vinson Chiu Breanna Chi                              |
| Malaysia       | Soong Joo Ven         | Sri Fatmawati            | Leo Rolly Carnando Daniel Marthin                 | Thinaah Muralitharan Pearly Tan                             | Amri Syahnawi Pia Zebadiah                           |
| Peru           | Brian Yang            | Ghaida Nurul Ghaniyu     | Rubén Castellanos Aníbal Marroquín                | Diana Corleto Soto Nikte Sotomayor                          | Howard Shu Paula Obanana                             |
| Benin          | Niluka Karunaratne    | Thet Htar Thuzar         | Godwin Olofua Anuoluwapo Juwon Opeyori            | Daniela Macías Dánica Nishimura                             | Howard Shu Paula Obanana                             |
| Cote d’Ivoire  | Alap Mishra           | Thet Htar Thuzar         | Adham Hatem Elgamal Ahmed Salah                   | Samin Abedkhojasteh Soraya Aghaei Hajiagha                  | Howard Shu Paula Obanana                             |
| Silicon Valley | Sheng Xiaodong        | Natsuki Nidaira          | Jung Tae-in Kim Young-hyuk                        | Annie Xu Kerry Xu                                           | Kim Young-hyuk Park Sang-eun                         |
| Ghana          | Kiran George          | Vũ Thị Trang             | M. R. Arjun Shlok Ramchandran                     | Maneesha Kukkapalli Rutaparna Panda                         | Shlok Ramchandran Rutaparna Panda                    |
| Griechenland   | Lim Chong King        | Kisona Selvaduray        | Eloi Adam Julien Maio                             | Vimala Hériau Margot Lambert                                | Fabien Delrue Vimala Hériau                          |
| Bulgarien      | Toma Junior Popov     | Neslihan Yiğit           | Eloi Adam Julien Maio                             | Bengisu Erçetin Nazlıcan İnci                               | Joshua Hurlburt-Yu Josephine Wu                      |
| Carebaco       | Sam Parsons           | Jordan Hart              | Gareth Henry Samuel Ricketts                      | Monyata Riviera Tamisha Williams                            | Vinson Chiu Breanna Chi                              |
| Belarus        | Lei Lanxi             | Wang Zhiyi               | Ou Xuanyi Zhang Nan                               | Yu Xiaohan Zhang Shuxian                                    | Ren Xiangyu Zhou Chaomin                             |
| Myanmar        | Kaushal Dharmamer     | Sri Fatmawati            | Emanuel Randhy Febryto Ferdian Mahardika Ranialdy | Liu Chiao-yun Wang Yu-qiao                                  | Lin Yong-sheng Liu Chiao-yun                         |
| Sydney         | Yusuke Onodera        | Kisona Selvaduray        | Chen Xin-yuan Lin Yu-chieh                        | Cheng Yu-chieh Tseng Yu-chi                                 | Peter Gabriel Magnaye Thea Marie Pomar               |
| Polen          | Mads Christophersen   | Jordan Hart              | Zach Russ Steven Stallwood                        | Amalie Magelund Freja Ravn                                  | Mikkel Mikkelsen Amalie Magelund                     |
| Mexiko         | Kevin Cordón          | Ghaida Nurul Ghaniyu     | Jonathan Solís Aníbal Marroquín                   | Breanna Chi Jennie Gai                                      | Luis Montoya Vanessa Villalobos                      |
| Guatemala      | Kevin Cordón          | Ghaida Nurul Ghaniyu     | Fabrício Farias Francielton Farias                | Jaqueline Lima Sâmia Lima                                   | Fabrício Farias Jaqueline Lima                       |
| Nepal          | Yeoh Seng Zoe         | Malvika Bansod           | Rohan Kapoor Saurabh Sharma                       | Pooja Shrestha Nangsal Tamang                               | Venkat Gaurav Prasad Juhi Dewangan                   |
| Bahrain        | Priyanshu Rajawat     | Sri Fatmawati            | Prad Tangsrirapeephan Apichasit Teerawiwat        | Daniela Macías Dánica Nishimura                             | Venkat Gaurav Prasad Juhi Dewangan                   |
| Brasilien      | Kevin Cordón          | Jaqueline Lima           | Fabrício Farias Francielton Farias                | Jaqueline Lima Sâmia Lima                                   | Fabrício Farias Jaqueline Lima                       |
| Ägypten        | Ade Resky Dwicahyo    | Thet Htar Thuzar         | Koceila Mammeri Youcef Sabri Medel                | Simran Singhi Ritika Thaker                                 | Dhruv Rawat Kuhoo Garg                               |
| Santo Domingo  | Brian Yang            | Fabiana Silva            | Osleni Guerrero Leodannis Martínez                | Jaqueline Lima Sâmia Lima                                   | Fabrício Farias Jaqueline Lima                       |
| Algerien       | Pablo Abián           | Marie Batomene           | Koceila Mammeri Youcef Sabri Medel                | Daniela Macías Dánica Nishimura                             | Jona van Nieuwkerke Lise Jaques                      |
| Kasachstan     | Ditlev Jæger Holm     | Natalia Perminova        | Jeppe Bruun Ditlev Jæger Holm                     | Viktoriia Kozyreva Mariia Sukhova                           | Jeppe Bruun Irina Amalie Andersen                    |
| Pakistan       | Saran Jamsri          | Mahoor Shahzad           | Prad Tangsrirapeephan Apichasit Teerawiwat        | Aminath Nabeeha Abdul Razzaq Fathimath Nabaaha Abdul Razzaq | Hussein Zayan Shaheed Fathimath Nabaaha Abdul Razzaq |
| Norwegen       | Lin Yu-hsien          | Sung Shuo-yun            | Lee Fang-chih Lee Fang-jen                        | Emma Karlsson Johanna Magnusson                             | Mads Emil Christensen Emma Karlsson                  |
| Suriname       | Brian Yang            | Haramara Gaitan          | Mitchel Wongsodikromo Danny Chen                  | Daniela Macías Dánica Nishimura                             | Shae Michael Martin Sabrina Scott                    |
| Kamerun        | Ade Resky Dwicahyo    | Soraya Aghaei Hajiagha   | Godwin Olofua Anuoluwapo Juwon Opeyori            | Doha Hany Hadia Hosny                                       | Adham Hatem Elgamal Doha Hany                        |
| Wales          | Ditlev Jæger Holm     | Clara Azurmendi          | Chiang Chien-wei Ye Hong-wei                      | Abigail Holden Lizzie Tolman                                | Alexander Dunn Ciara Torrance                        |
| Türkei         | Luís Enrique Peñalver | Neslihan Yiğit           | Mikkel Stoffersen Mads Vestergaard                | Bengisu Erçetin Nazlıcan İnci                               | Mikkel Stoffersen Susan Ekelund                      |